# Sphinx – Geheimnisse der Geschichte
Sphinx – Geheimnisse der Geschichte ist eine Dokumentationsserie des ZDF, die im Rahmen der ZDF Expedition ausgestrahlt wurde. Sphinx ergründete berühmte Mythen oder geschichtliche Ereignisse und stellte besonders häufig bedeutende Persönlichkeiten der Zeitgeschichte dar. Nachdem die ZDF Expedition in Terra X umbenannt wurde, wurde Sphinx nicht mehr fortgesetzt. Die Wiederholungen laufen heute je nach Sender unter ihrem Originaltitel oder unter der Marke Terra X.

## Produktion
Bei der Herstellung der Folgen wird ein hoher Aufwand betrieben.
An der Folge "Kreuzzug der Kinder" waren z. B. mehr als 600 Einzeldarsteller beteiligt und es wurde extra für die Produktion ein kompletter mittelalterlicher Straßenzug nachgebaut.

## Alle Episoden

### Staffel 1 (1994/1995)
| Episode | Episode nach Staffel | Episodentitel                                          | Erstausstrahlung    |
| ------- | -------------------- | ------------------------------------------------------ | ------------------- |
| 01      | 01                   | Hannibal – Der Schrecken Roms                          | 4. Dez. 1994 (ZDF)  |
| 02      | 02                   | Die Jagd nach dem Bernsteinzimmer                      | 11. Dez. 1994 (ZDF) |
| 03      | 03                   | Der Tod kam übers Meer: Kreta – Das verlorene Paradies | 8. Jan. 1995 (ZDF)  |
| 04      | 04                   | Kleopatra – Das letzte Lächeln der Pharaonen           | 15. Jan. 1995 (ZDF) |
| 05      | 05                   | Todesreiter aus der Steppe – Die Hunnen stürmen Europa | 22. Jan. 1995 (ZDF) |

### Staffel 2 (1996/1997)
| Episode | Episode nach Staffel | Episodentitel                                                                                           | Erstausstrahlung     |
| ------- | -------------------- | --- | -------------------- |
| 06      | 01                   | Die phantastischen Reisen des Marco Polo                                                                | 5. Apr. 1996 (arte)  |
| 07      | 02                   | Rasputin – Heiliger Dämon am Zarenhof                                                                   | 12. Apr. 1996 (arte) |
| 08      | 03                   | Lucrezia Borgia – Satanstochter im Vatikan                                                              | 19. Apr. 1996 (arte) |
| 09      | 04                   | Das Staunen der Welt – Ein deutscher Kaiser in Apulien Alternativtitel: Hammer der Welt – Friedrich II. | 26. Apr. 1996 (arte) |
| 10      | 05                   | Wikinger – Genies aus der Kälte                                                                         | 3. Mai 1996 (arte)   |
| 11      | 06                   | Sturm über Asien – Alexander der Große                                                                  | 10. Mai 1996 (arte)  |
| 12      | 07                   | Tauchfahrt zu Kleopatra (Spezial)                                                                       | 22. Jan. 1997 (ZDF)  |

### Staffel 3 (1997)
| Episode | Episode nach Staffel | Episodentitel                                                    | Erstausstrahlung     |
| ------- | -------------------- | ---------------------------------------------------------------- | -------------------- |
| 13      | 01                   | Hexenjagd im Namen Gottes – In den Folterkellern der Inquisition | 1. Nov. 1997 (arte)  |
| 14      | 02                   | Tötet die Hure – Der Fall der Maria Stuart                       | 8. Nov. 1997 (arte)  |
| 15      | 03                   | Magier auf dem Drachenthron – Chinas Erster Kaiser und sein Grab | 15. Nov. 1997 (arte) |
| 16      | 04                   | Nero – Legende eines Monsters                                    | 22. Nov. 1997 (arte) |
| 17      | 05                   | Die Sieben Weltwunder – Ewigkeit aus Menschenhand                | 6. Dez. 1997 (arte)  |
| 18      | 06                   | Ramses – Liebling der Götter                                     | 13. Dez. 1997 (arte) |

### Staffel 4 (1999/2000)
| Episode | Episode nach Staffel | Episodentitel                                  | Erstausstrahlung    |
| ------- | -------------------- | ---------------------------------------------- | ------------------- |
| 19      | 01                   | Nostradamus – Prophet des Untergangs           | 5. Sep. 1999 (ZDF)  |
| 20      | 02                   | Sissi – Eine unglückliche Kaiserin             | 19. Sep. 1999 (ZDF) |
| 21      | 03                   | Richard Löwenherz – Kreuzzug ins Abenteuer     | 26. Sep. 1999 (ZDF) |
| 22      | 04                   | Casanova – Die wahre Geschichte                | 3. Okt. 1999 (ZDF)  |
| 23      | 05                   | Karl der Große – Rätsel um den ersten Kaiser   | 17. Okt. 1999 (ZDF) |
| 24      | 06                   | Zerstört Karthago! – Untergang einer Weltmacht | 8. Jan. 2000 (arte) |

### Staffel 5 (2000/2001)
| Episode | Episode nach Staffel | Episodentitel                                                           | Erstausstrahlung    |
| ------- | -------------------- | ----------------------------------------------------------------------- | ------------------- |
| 25      | 01                   | Die Akte Romanow – Zar Nikolaus II.                                     | 29. Okt. 2000 (ZDF) |
| 26      | 02                   | Die Mumie des Ketzers – Echnaton und Nofretete                          | 5. Nov. 2000 (ZDF)  |
| 27      | 03                   | Im Zeichen des Heiligen Bluts – König Artus und die Suche nach dem Gral | 12. Nov. 2000 (ZDF) |
| 28      | 04                   | Piratengold für England – Francis Drake                                 | 19. Nov. 2000 (ZDF) |
| 29      | 05                   | Der Traum vom Taj Mahal – Sturm über Indien                             | 17. Dez. 2000 (ZDF) |
| 30      | 06                   | Das Geheimnis des weißen Goldes                                         | 1. Jan. 2001 (ZDF)  |

### Staffel 6 (2002/2003)
| Episode | Episode nach Staffel | Episodentitel                                  | Erstausstrahlung     |
| ------- | -------------------- | ---------------------------------------------- | -------------------- |
| 31      | 01                   | Der Mordfall Kaspar Hauser                     | 17. Aug. 2002 (arte) |
| 32      | 02                   | Pizarro – Das Blut des Sonnengottes            | 24. Aug. 2002 (arte) |
| 33      | 03                   | Die Sphinx – Das Rätsel in Stein               | 31. Aug. 2002 (arte) |
| 34      | 04                   | Spartacus – Gladiator gegen Rom                | 7. Sep. 2002 (arte)  |
| 35      | 05                   | Vasco da Gama – Die Jagd nach den Gewürzinseln | 29. Dez. 2002 (ZDF)  |
| 36      | 06                   | Mythos Babylon – Nebukadnezar                  | 1. Jan. 2003 (ZDF)   |
| 37      | 07                   | Napoléon – Wahrheit und Legende                | 5. Jan. 2003 (ZDF)   |

### Staffel 7 (2004/2005)
| Episode | Episode nach Staffel | Episodentitel                              | Erstausstrahlung     |
| ------- | -------------------- | ------------------------------------------ | -------------------- |
| 38      | 01                   | Gefangen im Reich des Shogun               | 14. Aug. 2004 (arte) |
| 39      | 02                   | Die letzte Schlacht der Kelten             | 14. Nov. 2004 (ZDF)  |
| 40      | 03                   | Imhotep – Magier des Pharao                | 21. Nov. 2004 (ZDF)  |
| 41      | 04                   | Dschingis Khan – Der Apokalyptische Reiter | 26. Dez. 2004 (ZDF)  |
| 42      | 05                   | Die Maya – Die Rache des Regengottes       | 2. Jan. 2005 (ZDF)   |
| 43      | 06                   | Ludwig II. – Tod des Märchenkönigs         | 9. Jan. 2005 (ZDF)   |
| 44      | 07                   | Kreuzzug in die Hölle – Die Tempelritter   | 16. Jan. 2005 (ZDF)  |
| 45      | 08                   | Marie-Antoinette – Vom Thron zum Schafott  | 23. Jan. 2005. (ZDF) |

### Staffel 8 (2006/2007)
| Episode | Episode nach Staffel | Episodentitel                                                    | Erstausstrahlung     |
| ------- | -------------------- | ---------------------------------------------------------------- | -------------------- |
| 46      | 01                   | Savonarola – Der schwarze Prophet                                | 3. Sep. 2006 (arte)  |
| 47      | 02                   | Kreuzzug der Kinder                                              | 3. Sep. 2006 (arte)  |
| 48      | 03                   | Heinrich VIII. – Mörder auf dem Königsthron                      | 16. Sep. 2006 (arte) |
| 49      | 04                   | Das Turiner Grabtuch, Alternativtitel: Der Mann auf dem Grabtuch | 19. Nov. 2006 (ZDF)  |
| 50      | 05                   | Jeanne d’Arc – Die Jungfrau von Orleans                          | 26. Dez. 2006 (ZDF)  |
| 51      | 06                   | Die eiskalte Zarin – Katharina die Große                         | 1. Jan. 2007 (ZDF)   |